# Ardens Grafton
Ardens Grafton – wieś w Anglii, w hrabstwie Warwickshire. Leży 21 km na południowy zachód od miasta Warwick i 140 km na północny zachód od Londynu.